# 가시줄상어

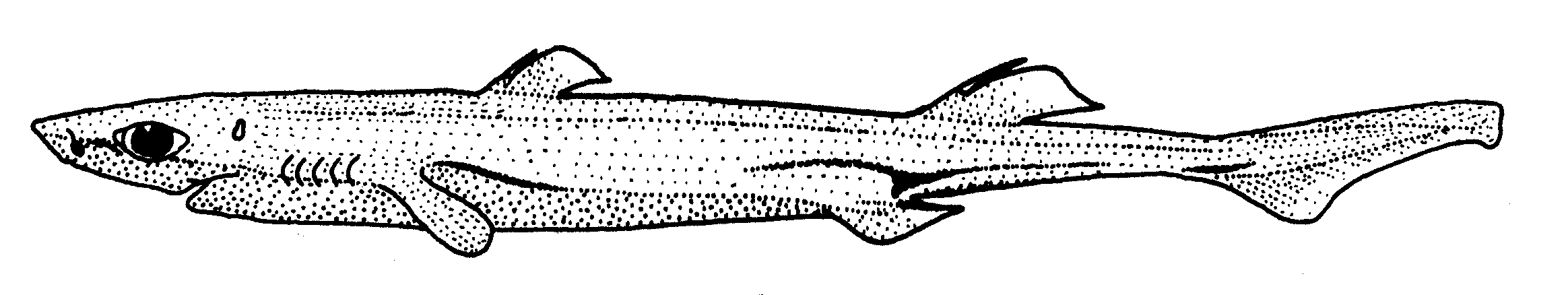

가시줄상어(학명:Etmopterus lucifer)는 돔발상어목 가시줄상어과에 속하는 물고기이다. 몸길이는 평균적으로 26cm이며 최대 47cm가 되는 상어로 상어에서는 소형인 어종에 속한다.

## 특징과 먹이
가시줄상어는 몸의 전체가 검은색을 띄고 있으며 심해에서 사는 심해어가 되기 때문에 발광기를 가지고 있는 특징이 있다. 영어권에서는 블랙벨리 랜턴샤크(Blackbelly lantershark)라는 이름으로 불리며 이외에 루시퍼 샤크(Lucifer Shark)라고도 불린다. 지느러미를 제외한 몸의 높이가 낮으며 빛이 부족한 심해에 사는 어종인만큼 눈이 큰 것이 특징이다. 등지느러미는 2개로 제1등지느러미와 제2등지느러미의 간격이 멀리 떨어져 있고 제1지느러미와 제2등지느러미의 가장자리에 각각 1개씩의 가시가 나 있는 특징이 있다. 제1등지느러미의 가시보다 제2등지느러미의 가시가 더 크다. 다른 상어에 비해 뒷지느러미가 존재하지 않는 것이 특징이다. 입은 눈의 바로 아래에서 시작되고 크지가 않다. 몸의 표면에 비늘은 규칙적이며 꼬리지느러미의 바깥쪽은 회색을 띄다가 안쪽과 뒤끝에서 완전히 검은색을 띄게 된다. 위턱과 아래턱에 강한 이빨들이 나 있으며 위턱에는 끝이 여러개로 갈라진 삼각형 모양에 뾰족한 이빨이 있고 아래턱은 상대적으로 뭉특한 이빨이 존재하며 아랫니가 윗니보다 크다. 먹이로는 심해에서 서식하는 작은 물고기들과 갑각류 및 두족류를 잡아먹으며 때때로 어둡고 깊은 심해에서 무리를 이뤄 사냥을 할 때도 있는 어종이다.

## 서식지
가시줄상어는 태평양, 인도양, 대서양의 모든 대양에서 서식하며 주로 열대 및 아열대 해역의 심해에 서식한다. 일반적으로 바다 밑의 바닥인 해저에서 서식하는 어종이며 수심 150~1250m의 수심에서 많이 서식한다.

## 같이 보기
- 돔발상어목
- 가시줄상어과